# 皮金鎮區 (北卡羅萊納州海伍德縣)
皮金鎮區（英語：Pigeon Township）是位於美國北卡羅萊納州海伍德縣的一個鎮區。

## 地方資料
皮金鎮區的面積為61.12平方千米，皆為陸地。根據2020年美國人口普查的數據，當地共有人口5174人，而人口密度為每平方千米84.65人。